# Molinia arundinacea
Molinia arundinacea — вид однодольних рослин із родини злакових.

## Морфологічна характеристика
Багаторічна кущиста трава 100—250 см заввишки, листки (3)8–12 мм завширшки, нещільна волоть до 60 см завдовжки, колосочки багатоквіткові, 6–9 мм завдовжки, леми з найнижчих квіток колоска довжиною 4.5–6 мм, загострені. Стебла мають значно укорочені секції (за винятком останнього), які сильно вкритий листковими піхвами, так що вони начебто вільні від колін. 2n=90.

## Середовище проживання
Вид зростає в Європі (Австрія, Швейцарія, Ліхтенштейн, Чехія, Німеччина, Угорщина, Польща, Словаччина, Естонія, Болгарія, Хорватія, Італія, Румунія, Словенія, Іспанія, Франція, Україна [однак в Україні аборигенність зростання є сумнівним]), Туреччині, Грузії.

## Використання
Культивують у ботанічних садах.